# 穆克敏
穆克敏（1927年—1988年），男，山东桓台人，中国岩石学家，长春地质学院教授、博士生导师，原地质系主任。